# Compsophorus dimidiatus
Compsophorus dimidiatus là một loài tò vò trong họ Ichneumonidae.